# Les Enfants du Juge Hardy
Série Andy Hardy
La Famille Hardy en vacances
(1937) L'amour frappe André Hardy
(1938)
Pour plus de détails, voir Fiche technique et Distribution.

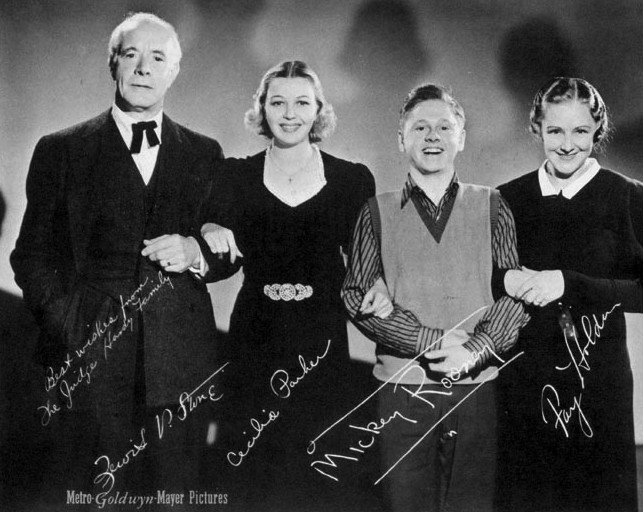
Photo de la famille du Juge Hardy : Lewis Stone (Juge Hardy), Fay Holden (Mrs. Hardy), Mickey Rooney (Andy Hardy) et Cecilia Parker (Marian Hardy).

Les Enfants du Juge Hardy (Judge Hardy's Children) est un film américain en noir et blanc réalisé par George B. Seitz, sorti en 1938.
Il s’agit du troisième volet de la série de films dans laquelle apparaît le personnage d'Andy Hardy, interprété par Mickey Rooney.

## Synopsis
Le juge Hardy est nommé président d'un comité spécial à Washington. Marian, la fille du juge, est grisée par la vie sociale de la capitale, tandis que son fils André tombe amoureux de la fille d'un diplomate français. Le juge Hardy se voit obligé de jongler avec ses devoirs de comité et ses efforts pour empêcher ses enfants de se ridiculiser.

## Fiche technique
- Titre français : Les Enfants du Juge Hardy
- Titre original: Judge Hardy's Children
- Réalisation : George B. Seitz
- Scénario : Aurania Rouverol, Kay Van Riper, Carey Wilson
- Société de distribution : Metro-Goldwyn-Mayer
- Photographie : Lester White
- Lieu de tournage: Metro-Goldwyn-Mayer Studios
- Musique : David Snell
- Montage : Ben Lewis
- Format : noir et blanc
- genre : Comédie familiale
- Durée : 78 minutes
- Dates de sortie : 
  - États-Unis : 26 mars 1938
  - Royaume-Uni : 3 octobre 1938
  - France : 20 juillet 1939

## Distribution
- Lewis Stone : le Juge Hardy
- Mickey Rooney : Andy Hardy
- Fay Holden : Mme Emily Hardy
- Cecilia Parker : Marian Hardy
- Betty Ross Clarke : Millie Forrest
- Ann Rutherford : Polly Benedict
- Robert Whitney : Wayne Trenton
- Jacqueline Laurent : Suzanne Cortot
- Ruth Hussey : Margaret 'Maggie' Lee
- Jonathan Hale : John Lee
- Janet Beecher : Mlle Budge
- Leonard Penn : Steve Prentiss
- Boyd Crawford
- Donald Douglas

## Analyse
Les Hardy, apparaissant dans la série de films autour du personnage d'Andy Hardy, et en particulier dans Les Enfants du Juge Hardy, représentent pour le producteur Louis B. Mayer la famille idéale qu'il n'a jamais eue, une famille où les parents s'aiment et où les enfants grandissent dans une atmosphère d'affection et de respect. Le film montre une famille conservatrice ; la corruption et le New Deal sont les sujets évoqués dans le film.